# Vlaamse verkiezingen
De Vlaamse verkiezingen zijn verkiezingen waarbij het Vlaams Parlement wordt verkozen. Omdat voor alle kieskringen op dezelfde dag verkiezingen worden gehouden, spreekt men veelal van Vlaamse verkiezingen (in het meervoud). Ze vinden vijfjaarlijks plaats.

## Beschrijving
De Vlaamse verkiezingen worden om de vijf jaar georganiseerd door de federale overheid en vallen samen met de Europese verkiezingen en de verkiezingen voor de andere Belgische deelstaatparlementen. Bij deze verkiezingen worden er 124 nieuwe leden gekozen voor het Vlaams Parlement. Het Vlaams Parlement blijft steeds voor de volledige legislatuur bestaan en kan niet vervroegd ontbonden worden.
Om in een kieskring een verkozene te krijgen moet een lijst er minimaal 5 procent van de stemmen halen. Dit heet de kiesdrempel. De zetels van die kieskring worden verdeeld door eerst alle stemmen per lijst samen te tellen en dan te verdelen op basis van de methode-D'Hondt. Deze delerreeks zorgt ervoor dat de verhoudingen in het aantal stemmen ook weerspiegeld in de verhoudingen van het aantal zetels. Aan de hand van de zetelverdeling per lijst worden de mandaten toegekend aan de kandidaten op basis van hun behaalde voorkeurstemmen.
Het stembiljet voor de kamer heeft per lijst effectieve kandidaten en opvolgers. De effectieve kandidaten zijn personen die bij de verkiezing rechtstreeks kunnen worden verkozen. Als deze kandidaten om een of andere reden uit de kamer verdwijnen dan worden ze vervangen door de opvolgers. Effectieve kandidaten kunnen ook als opvolger worden voorgedragen. Om geldig te stemmen moet er binnen dezelfde lijst gestemd worden en mag er geen schade aan het stembiljet of kaart zijn.
De verkiezingen voor het Vlaams Parlement gebeuren in 6 kieskringen. Elke kieskring heeft een aantal vertegenwoordigers die ze naar het parlement mag sturen. In elke kieskring zullen er zich dus andere lijsten aan de kiezers voorstellen. Voor het Vlaamse parlement lopen de grenzen van de kieskringen gelijk met de provinciegrenzen. De Vlaamse inwoners van het Brussels Hoofdstedelijk Gewest kunnen ook enkele vertegenwoordigers naar het Vlaamse parlement sturen. Die Brusselse vertegenwoordigers kunnen enkel stemmen over gemeenschapskwesties.

## Structuur
| Vlaamse verkiezingen | Vlaamse verkiezingen | Supranationaal         | Nationaal              | Nationaal                                                                                 | Gemeenschap | Gewest                                                                                    | Provincie                                                                                 | Arrondissement  | Provinciedistrict | Kanton          | Gemeente        | District         |
| -------------------- | -------------------- | ---------------------- | ---------------------- | ----------------------------------------------------------------------------------------- | --- | ----------------------------------------------------------------------------------------- | ----------------------------------------------------------------------------------------- | --------------- | ----------------- | --------------- | --------------- | ---------------- |
| Administratief       | Niveau               | Europese Unie          | België                 | België                                                                                    | Vlaanderen | Vlaanderen                                                                                | Antwerpen Limburg Oost-Vlaanderen West-Vlaanderen Vlaams-Brabant                          | 23              | 23                | 23              | 327             | 9                |
| Administratief       | Niveau               | Europese Unie          | België                 | België                                                                                    | Vlaamse Gemeenschap                                                                                                   | Vlaams Gewest                                                                             | Antwerpen Limburg Oost-Vlaanderen West-Vlaanderen Vlaams-Brabant                          | 23              | 23                | 23              | 327             | 9                |
| Administratief       | Bestuur              | Europese Commissie     | Belgische regering     | Belgische regering                                                                        | Vlaamse regering --- College v.d. Vlaamse Gemeenschapscommissie College v.d. Gemeenschappelijke Gemeenschapscommissie | Vlaamse regering                                                                          | Deputatie                                                                                 | Deputatie       | Deputatie         | Deputatie       | Gemeentebestuur | Districtscollege |
| Administratief       | Raad                 | Europees Parlement     | Senaat                 | Kamer van volksvertegenwoordigers                                                         | Vlaams Parlement --- Raad v.d. Vlaamse Gemeenschapscommissie Raad v.d. Gemeenschappelijke Gemeenschapscommissie       | Vlaams Parlement                                                                          | Provincieraad                                                                             | Provincieraad   | Provincieraad     | Provincieraad   | Gemeenteraad    | Districtsraad    |
| Kiesomschrijving     | Kiesomschrijving     | Nederlands Kiescollege | Nederlands Kiescollege | Antwerpen, Limburg, Vlaams-Brabant, Oost-Vlaanderen, West-Vlaanderen en Brussel-Hoofdstad | Antwerpen, Limburg, Vlaams-Brabant, Oost-Vlaanderen, West-Vlaanderen en Brussel-Hoofdstad                             | Antwerpen, Limburg, Vlaams-Brabant, Oost-Vlaanderen, West-Vlaanderen en Brussel-Hoofdstad | Antwerpen, Limburg, Vlaams-Brabant, Oost-Vlaanderen, West-Vlaanderen en Brussel-Hoofdstad | 13              | 36                | 111             | 327             | 9                |
| Verkiezing           | Verkiezing           | Europese               | Federale               | Federale                                                                                  | Vlaamse | Vlaamse                                                                                   | Provincieraads-                                                                           | Provincieraads- | Provincieraads-   | Provincieraads- | Gemeenteraads-  | Districtsraads-  |

| Kieskring       | Aantal te verdelen zetels |
| --------------- | ------------------------- |
| Antwerpen       | 33                        |
| Vlaams-Brabant  | 20                        |
| Limburg         | 16                        |
| Oost-Vlaanderen | 27                        |
| West-Vlaanderen | 22                        |
| Brussel         | 6                         |

## Geschiedenis
Voor 1995 werd het Vlaams Parlement niet rechtstreeks verkozen. Het heette eerst Cultuurraad en vervolgens Vlaamse Raad. De eerste rechtstreekse verkiezingen vonden plaats op 21 mei 1995. Tot vóór de verkiezingen van 2004 werden de arrondissementele kieskringen gebruikt (die overigens niet gelijk lopen met de bestuurlijke arrondissementen), sindsdien lopen de kieskringen gelijk met de provincies. Brussel fungeert daarin als zesde kieskring (vóór 2004 werden de 6 Brusselse parlementsleden aangeduid door het Brusselse parlement i.p.v. rechtstreeks verkozen).
- Provincie Antwerpen
  - Antwerpen
  - Mechelen-Turnhout
- Provincie Vlaams-Brabant
  - Halle-Vilvoorde
  - Leuven
- Provincie Limburg
  - Hasselt-Tongeren -Maaseik

- Provincie Oost-Vlaanderen
  - Aalst-Oudenaarde
  - Gent-Eeklo
  - Sint-Niklaas - Dendermonde
- Provincie West-Vlaanderen
  - Brugge
  - Kortrijk-Roeselare-Tielt
  - Veurne-Diksmuide-Ieper-Oostende